# Liste der denkmalgeschützten Objekte in Hargelsberg
Die Liste der denkmalgeschützten Objekte in Hargelsberg enthält die 5 denkmalgeschützten, unbeweglichen Objekte der Gemeinde Hargelsberg in Oberösterreich (Bezirk Linz-Land).

## Denkmäler
| Foto |                 | Denkmal                                                              | Standort                                | Beschreibung | Metadaten |
| ---- | --------------- | -------------------------------------------------------------------- | --------------------------------------- | --- | --- |
| ja   | Datei hochladen | Todesmarschgrab des KZ Mauthausen HERIS-ID: 100402 Objekt-ID: 116628 | Hubertusstraße Standort KG: Hargelsberg | Ab November 1944 wurden tausende jüdische KZ-Häftlinge als Zwangsarbeiter bei der Errichtung des Südostwalls eingesetzt. Ein Teil der Überlebenden wurden im März und April 1945 über Graz, Leoben, Eisenerz durch das Ennstal nach Steyr und von dort auch über Hargelsberg nach Mauthausen getrieben. Auf diesen Todesmärschen wurden Häftlinge von den Wachmannschaften aus geringsten Anlässen ermordet. Berichte dazu gibt es aus vielen Orten entlang der Transportrouten.                                         | BDA-Hist.: Q37784278 Status: § 2a Stand der BDA-Liste: 2025-06-30 Name: Todesmarschgrab des KZ Mauthausen GstNr.: 127                     |
| ja   | Datei hochladen | Kath. Pfarrkirche hl. Andreas HERIS-ID: 18818 Objekt-ID: 15113       | Kirchenplatz Standort KG: Hargelsberg   | Die Pfarrkirche ist eine gotische Hallenkirche und besteht aus einem zweijochigen Chor mit Dreiachtelschluss und einem Kreuzrippengewölbe. Das Langhaus hat drei Joche, ein Haupt- und zwei schmale Seitenschiffe mit schlanken achteckigen Pfeilern. 1883 hat man die Kirche beträchtlich vergrößert und im Stil der damaligen Zeit eingerichtet. 2007 ging der Denkmalpflegepreis des Bundesdenkmalamtes für die vorbildliche Restaurierung dieser neugotischen Ausstattung und Einrichtung an die Pfarre Hargelsberg. | BDA-Hist.: Q23541798 Status: § 2a Stand der BDA-Liste: 2025-06-30 Name: Kath. Pfarrkirche hl. Andreas GstNr.: 295 Pfarrkirche Hargelsberg |
| ja   | Datei hochladen | Friedhof, Kriegerdenkmal HERIS-ID: 86024 Objekt-ID: 100291           | Kirchenplatz 1 Standort KG: Hargelsberg | | BDA-Hist.: Q37714598 Status: § 2a Stand der BDA-Liste: 2025-06-30 Name: Friedhof, Kriegerdenkmal GstNr.: 295                              |
| ja   | Datei hochladen | Pfarrhof HERIS-ID: 18819 Objekt-ID: 15114                            | Kirchenplatz 1 Standort KG: Hargelsberg | | BDA-Hist.: Q37846016 Status: § 2a Stand der BDA-Liste: 2025-06-30 Name: Pfarrhof GstNr.: 297                                              |
| ja   | Datei hochladen | Doktor-Villa HERIS-ID: 86035 Objekt-ID: 100303                       | Doktorberg 1 Standort KG: Hargelsberg   | | BDA-Hist.: Q37714672 Status: § 2a Stand der BDA-Liste: 2025-06-30 Name: Doktor-Villa GstNr.: 253                                          |